# 児童の権利に関する宣言
児童の権利に関する宣言（じどうのけんりにかんするせんげん、英: Declaration of the Rights of the Child）は、1924年に国際連盟に採択され、1959年に拡張されたものが国際連合に採択された、子どもの権利を促進する国際文書である。イギリスの社会改革家であるエグランティン・ジェップによって起草された。

## 児童の権利に関する宣言(1924)
1923年2月23日、ジュネーヴで発表された。ジュネーブ宣言と呼ばれることもある。以下の5条からなる。

1. 児童は、身体的ならびに精神的の両面における正常な発達に必要な諸手段を与えられなければならない。
2. 飢えた児童は食物を与えられなければならない。病気の児童は看病されなければならない。発達の遅れている児童は援助されなければならない。 非行を犯した児童は更生させられなければならない。孤児および浮浪児は住居を与えられ、かつ、援助されなければならない。
3. 児童は、危難の際には、最初に救済を受ける者でなければならない。
4. 児童は、生計を立て得る地位におかれ、かつ、あらゆる形態の搾取から保護されなければならない。
5. 児童は、その才能が人類同胞への奉仕のために捧げられるべきである、という自覚のもとで育成されなければならない。

この文書では、1922年に国際児童救済基金連合が提案した世界児童憲章草案の考え方が継承されている。
1924年11月26日に世界の子供の福祉憲章として国際連盟総会で承認され、また政府機関によって承認された最初の人権文書となった。1934年に国際連盟によって再確認され、元首と政府の国内法令にその原則を組み込むことを約束した。またフランスでは、すべての学校にそれを表示することを命じた。

## 児童の権利に関する宣言(1959)
1959年11月20日、「児童の権利に関する宣言」が国連総会で採択された。以下の10条からなる。

1. 児童は、この宣言に掲げるすべての権利を有する。すべての児童は、いかなる例外もなく、自己またはその家庭のいずれについても、その人種、皮膚の色、性、言語、宗教、政治上その他の意見、国民的若しくは社会的出身、財産、門地その他の地位のため差別を受けることなく、これらの権利を与えられなければならない。
2. 児童は、特別の保護を受け、また、健全、かつ、正常な方法及び自由と尊厳の状態の下で身体的、知能的、道徳的、精神的及び社会的に成長することができるための機会及び便益を、法律その他の手段によつて与えられなければならない。この目的のために法律を制定するに当つては、児童の最善の利益について、最善の考慮が払わなければならない。
3. 児童は、その出生のときから姓名及び国籍をもつ権利を有する。
4. 児童は、社会保障の恩恵を受ける権利を有する。児童は、健康に発育し、かつ、成長する権利を有する。この目的のため、児童とその母は、出産前後の適当な世話を含む特別の世話及び保護を与えられなければならない。児童は、適当な栄養、住居、レクリェーション及び医療を与えられる権利を有する。
5. 身体的、精神的又は社会的に障害のある児童は、その特殊な事情により必要とされる特別の治療、教育及び保護を与えなければならない。
6. 児童は、その人格の完全な、かつ、調和した発展のため、愛情と理解とを必要とする。児童は、できる限り、両親の愛護と責任のもとで、また、いかなる場合においても、愛情と道徳的及び物質的保障とのある環境の下で育てられなければならない。幼児は、例外的な場合を除き、その母から引き離されてはならない。社会及び公の機関は、家庭のない児童及び適当な生活維持の方法のない児童に対して特別の保護を与える義務を有する。子供もの多い家庭に属する児童については、その援助のため、国その他の機関による費用の負担が望ましい。
7. 1.児童は、教育を受ける権利を有する。その教育は、少なくとも初等の段階においては、無償、かつ、義務的でなければならない。児童は、その一般的な教養を高め、機会均等の原則に基づいて、その能力、判断力並びに道徳的及び社会的責任感を発達させ、社会の有用な一員となりうるような教育を与えられなければならない。2.児童の教育及び指導について責任を有する者は、児童の最善の利益をその指導の原則としなければならない。その責任は、まず第一に児童の両親にある。3.児童は、遊戯及びレクリェーションのための十分な機会を与えられる権利を有する。その遊戯及びレクリェーションは、教育と同じような目的に向けられなければならない。社会及び公の機関は、この権利の享有を促進するために努力しなければならない。
8. 児童は、あらゆる状況にあつて、最初に保護及び救済を受けるべき者の中に含められなければならない。
9. 1.児童は、あらゆる放任、虐待及び搾取から保護されなければならない。児童は、いかなる形態においても売買の対象にされてはならない。2.児童は、適当な最低年令に達する前に雇用されてはならない。児童は、いかなる場合にも、その健康及び教育に有害であり、又その身体的、精神的若しくは道徳的発達を妨げる職業若しくは雇用に、従事させられ又は従事することを許されてはならない。
10. 児童は、人種的、宗教的その他の形態による差別を助長するおそれのある慣行から保護されなければならない。児童は、理解、寛容、諸国民間の友愛、平和及び四海同胞の精神の下に、また、その力と才能が、人類のために捧げられるべきであるという充分な意識の中で、育てられなければならない。

## 人権条約
この宣言に続いて、児童の権利に関する条約が1989年に署名され、1990年9月2日に効力が発生した。この条約は、児童を「保護の対象」としてではなく「権利の主体」としている。